# Politica dell'Ungheria
La politica in Ungheria si svolge all'interno di una repubblica a sistema parlamentare multi-partitico con rappresentanza democratica, in cui il Primo ministro è il capo del governo. Il potere esecutivo è esercitato dal governo; quello legislativo sia dal governo che dal Parlamento (Assemblea Nazionale), che consta di 199 membri eletti ogni quattro anni. 
Il sistema partitico è dominato dai conservatori di Fidesz - Unione Civica Ungherese, in coalizione fissa con KNDP, al governo da 15 anni consecutivi (avevano già governato per un mandato dal 1998 al 2002), con una maggioranza di quasi due terzi dei seggi al parlamento, da due mandati. L'opposizione di sinistra è frammentata in molti partiti, che però hanno creato maxi-coalizioni in diverse elezioni, comprese le recenti elezioni parlamentari del 2022. I partiti di sinistra più importanti sono Coalizione Democratica (DK), il Partito Socialista Ungherese (MSZP), Párbeszéd, LMP (Verdi), Momentum, MKKP. Esiste da anni una significativa opposizione di estrema destra, che per anni è stata rappresentata dal partito Jobbik, oggi più moderato, e che attualmente ha la sua maggioranza in Mi Hazánk. Dal 2024 è entrato nella scena politica il partito centrista, pigliatuttoe anti-corruzione TISZA di Péter Magyar, che ha raggiunto quasi il 30% alle elezioni europee, nonostante si fosse formato come partito un mese prima e come movimento politico il 15 marzo 2024. È ad oggi il partito di opposizione con più consensi.
Il potere giudiziario è indipendente dagli altri due. La Repubblica di Ungheria è uno stato indipendente, democratico e costituzionale. Con l'emendamento costituzionale del 2011, l'Ungheria è divenuta una repubblica parlamentare.

## Elezioni
Le elezioni in Ungheria si tengono a due livelli: le elezioni politiche, per eleggere i 199 membri dell'Assemblea Nazionale, e le elezioni locali, per eleggere le autorità locali.
L'Assemblea Nazionale (Országgyűlés) si compone di 199 membri eletti per un mandato di quattro anni. Per accedere alla ripartizione proporzionale e alla compensazione dei seggi, è necessario raggiungere il 5% dei voti.

## Potere esecutivo
| Ufficio        | Nome         | Partito      | In carica da   |
| -------------- | ------------ | ------------ | -------------- |
| Presidente     | Tamás Sulyok | Indipendente | 5 marzo 2024   |
| Primo ministro | Viktor Orbán | Fidesz       | 29 maggio 2010 |

Il Presidente della Repubblica, eletto dall'Assemblea Nazionale ogni cinque anni, ha un ruolo quasi puramente cerimoniale; è tuttavia Comandante in Capo delle forze armate e tra i suoi poteri vi è quello della nomina del Primo Ministro, che deve essere eletto dalla maggioranza dei parlamentari basandosi sulla raccomandazione del Presidente della Repubblica.
Secondo la Costituzione dell'Ungheria, il Primo ministro ha un ruolo di guida nell'esecutivo, in quanto sceglie i ministri del governo ed ha il diritto esclusivo di rimuoverli. Ogni ministro nominato deve essere approvato da uno o più comitati parlamentari, deve superare il voto del Parlamento e deve essere approvato dal Presidente.

## Potere legislativo
L'Assemblea Nazionale di Ungheria (Országgyűlés), monocamerale a 199 seggi, è la massima autorità statale, che discute e approva la legislazione suggerita dal Primo Ministro. La soglia per potere accedere al Parlamento è il 5%, ma si applica solo alle circoscrizioni multi-seggio e ai seggi di compensazione.

## Potere giudiziario
Dopo la riforma del 2012 i quindici membri della Corte Costituzionale non hanno più il potere di annullare le leggi che si rivelano essere incostituzionali, ma la loro funzione è limitata ad un ruolo consultivo. 
Il Presidente della Corte Suprema e il sistema legale, civile e penale che dirige sono pienamente indipendenti dal potere esecutivo.
In Ungheria esistono diversi ombudsman che proteggono i diritti civili, delle minoranze, dell'istruzione e dell'ecologia in campi non giudiziari. Dal 2003 possono emettere decisioni aventi valore legale.

## Divisione amministrativa
Dal punto di vista amministrativo, l'Ungheria si suddivide in:
- 19 contee (megyék, singolare: megye);
- 20 città di rilevanza provinciale (megyei jogú városok, singolare: megyei jogú város, lett. città con status di contea);
- la capitale (főváros), Budapest.

## Partecipazione ad associazioni internazionali
L'Ungheria è membro dell'ABEDA, AIE, AIEA, Australia Group, BERS, BRI, CE, Commissione Elettrotecnica Internazionale, CERN, CIO, Comitato Zangger, EAPC, ECE, FAO, FMI, G-9, Gruppo di Visegrád, IBRD, ICAO, ICC, IDA, IFC, IFRCS, ILO, IMO, Inmarsat, Intelsat, Interpol, IOM, ISO, ITU, ITUC, NAM (ospite), NATO, NEA, NSG, OAS (osservatore), OCSE, OMC, OMM, OMS, OMT, ONU, OPCW, OSCE, PCA, PfP, SECI, UE (membro dal 1º maggio 2004), UEO (associato), UNCTAD, UNESCO, UNFICYP, UNHCR, UNIDO, UNIKOM, UNMIBH, UNMIK, UNOMIG, UNU, UPU, WCO, WFTU, WIPO.

## Ministeri
Con il processo di riorganizzazione, queste informazioni potrebbero variare anche all'interno del corso di un governo.
- Ufficio del Primo Ministro (Miniszterelnöki Hivatal);
- Ministero dell'Agricoltura e dello Sviluppo Regionale (Földművelésügyi és Vidékfejlesztési Minisztérium);
- Ministero della Difesa (Honvédelmi Minisztérium);
- Ministero per lo Sviluppo Nazionale e gli Affari Economici (Nemzeti Fejlesztési és Gazdasági Minisztérium);
- Ministero dell'Istruzione e della Cultura (Oktatási és Kultúrális Minisztérium);
- Ministero per la Protezione dell'Ambiente e delle Acque (Környezetvédelmi és Vízügyi Minisztérium);
- Ministero delle Finanze (Pénzügyminisztérium);
- Ministero degli Affari Esteri (Külügyminisztérium);
- Ministero della Salute (Egészségügyi Minisztérium);
- Ministero della Giustizia (Igazságügyi és Rendészeti Minisztérium);
- Ministero degli Affari Locali (Önkormányzati Minisztérium);
- Ministero dei Trasporti, delle Comunicazioni e dell'Energia (Közlekedési, Hírközlési és Energiaügyi Minisztérium)
- Ministero degli Affari Sociali e del Lavoro (Szociális és Munkaügyi Minisztérium);

### Ministeri senza portafoglio
- Ministro senza portafoglio responsabile per gli affari europei (Európai integrációs ügyek koordinációjáért felelős tárca nélküli miniszter);
- Ministro senza portafoglio per lo sviluppo regionale e la convergenza (Regionális fejlesztésért és felzárkóztatásért felelős tárca nélküli miniszter)